# Православие в Папуа — Новой Гвинее
Православие до недавнего времени не было представлено в Папуа — Новой Гвинее. Приобщение папуасов к православию началось с зимы 2020 года, когда в январе-феврале страну посетил настоятель прихода Воздвижения Креста Господня в Тайбэе иерей Кирилл Шкарбуль. Он посетил провинцию Восточный Сепик, где после бесед с ним принять православие решил целый клан, состоящий из нескольких поселений с населением около 1000 человек. Священник посетил также остров Бугенвиль, жители которого заинтересовались православной верой.
Несколько жителей Папуа — Новой Гвинеи были крещены почти сразу, став первыми православными в стране. Кроме того, около сотни папуасов стали оглашенными, а сейчас готовятся принять крещение. Уже крещёные жители страны предложили участки земли в провинции Восточный Сепик и в городе Порт-Морсби под строительство православных храмов.
После отбытия отца Кирилла самостоятельные богослужения на островах совершают миссионеры, которых священник оставил ответственными за развитие православной миссии. Кроме того, местные энтузиасты помогли перевести на один из государственных языков страны — ток-писин — брошюры о православии и несколько молитв.
25 августа 2020 года Священный синод Русской православной церкви расширил сферу пастырской ответственности Сингапурской епархии, включив в её состав Папуа — Новую Гвинею.